# ملكة جمال أيرلندا البديلة
كانت ملكة جمال أيرلندا البديلة (بالإنجليزية: Alternative Miss Ireland)‏ (AMI) حدثا سنويا للمثليين يعقد في دبلن، جمهورية أيرلندا، يوم الأحد الأقرب إلى يوم القديس باتريك، 17 مارس. وكانت تتم على مدى ثلاث ساعات ونصف ووتضمن عدة جولات مسابقة ملكة جمال مستوحاة من مسابقة ملكة جمال العالم البديلة أندرو لوغان، مع يوم ارتداء، وجولات ملابس السباحة في المساء. عادةً ما يتم اختصارها ك"AMI"، وهي طريقة نطق الكلمات في اللغة الفرنسية لكلمة «صديق». بدأت المسابقة في عام 1987 وانتهت في عام 2012.
تنص المادة الترويجية لهذا الحدث على: «ملكة جمال أيرلندا البديلة هي مسابقة ملكة جمال سنوية مفتوحة للرجال والنساء والحيوانات. وهي أيضًا جمعية غير ربحية مكرسة لجمع الأموال لمنظمات فيروس نقص المناعة البشرية/الإيدز الأيرلندية (تم جمع أكثر من €235,000.00 منذ عام 1996).»
كانت توضع في الغطاء الأمامي كل عام من عدد شهر مارس من مجلة أخبار مجتمع المثليين تعتبر أبرز أحداث المثليبن في أيرلندا. لا يتم تغطية المسابقة من قبل وسائل الإعلام الرئيسية، ربما لأنه يصطدم مع التقارير حول يوم القديس باتريك، مع مقالات عرضية في صحيفة ذي آيرش تايمز، وفيلم وثائقي «قليل من الآخر» (بالإنجليزية: A Bit of the Other)‏ بتكليف من راديو وتلفزيون أيرلندا.

## التاريخ
أقيمت المسابقة الأولى في ملهى سايدس الليلي في دايم ستريت في 1 أبريل 1987، تلاه انقطاع مؤقت حتى بدأت من جديد في شكلها الحالي خلال منتصف التسعينيات. عند إعادة البدء، تم عقده في ذي ليرد بوكس، و«بود» خلال السنوات الأولى. تحولت المسابقة إلى مسرح أولمبيا في عام 2000 لاستيعاب شعبيته المتزايدة. وتعتبر حدثا لجمع التبرعات للجمعيات الخيرية لفيروس نقص المناعة البشرية / الإيدز مثل كاردي (بالأيرلندية: Cáirde) ومستشفى سانت جيمس. على الرغم من أنه مفتوح أمام أي متسابق (كان كلب أحد المتسابقين مرة)، إلا أنه يتميز بشكل أساسي بكونه عرضا للمثليين ويعرف باسم «عيد الميلاد المثلي» (بالإنجليزية: Gay Christmas)‏ إذ أن مضيفه، بانتي، يستخدم هذا المصطلح بشكل منتظم في افتتاحية المسابقة الروتينية.
ويضم عدة نسخ في جميع أنحاء أيرلندا بما في ذلك ملكة جمال كورك البديلة وملكة جمال ليمريك البديلة وملكة جمال الفليبين البديلة (للمجتمع الفلبيني في أيرلندا) وبقية المتسابقين العشرة الذين يدخلون مباشرة.
في عام 1998، زُعم أن ملكة الجمال فيدا بو راف (بالإنجليزية: Veda Beaux Reves)‏، التي كانت قد خسرت لتوها المركز الأول أمام ملكة الجمال تامبي ليلات (بالإنجليزية: Tampy Lilette)‏، ألقت تاج بطولتها الذهبي على القضاة في نوبة غضب. في مسابقة 2007، فوجئت المضيفة بانتي برسالة من بطلها دوللي بارتون. من المعتاد أن يقوم فائز العام السابق بأداء جديد بعد الفاصل، كما فعلت ملكة الجمال هايدي كونت في عام 2006.
هناك فريق إنتاج كبير مشارك، يُعرف باسم عائلة ملكة جمال أيرلندا البديلة. أفيد في أكتوبر 2011 أن المسابقة النهائية ستقام في عام 2012. وقال أحد المنظمين، «لدى الناس وقت أقل لتجميع كل شيء معًا».
كتب الناقد فينتان والش عن المسابقة في مقال «المثلية الجنسية ومسابقة ملكة الجمال» (2009).

## الفائزون
- 1987 ملكة الجمال آيلز (بالإنجليزية: Isle)‏ - مسابقة ملكة جمال أيرلندا البديلة الأولى
- 1996 ملكة الجمال تريس (بالإنجليزية: Tress)‏ - مسابقة ملكة جمال أيرلندا البديلة الثانية
- 1997 ملكة الجمال شيرلي تامبل بار (بالإنجليزية: Miss Shirley Temple Bar)‏ - مسابقة ملكة جمال أيرلندا البديلة الثالثة[15]
- 1998 ملكة الجمال تامبي ليليت (بالإنجليزية: Tampy Lilette)‏ - مسابقة ملكة جمال أيرلندا البديلة الرابعة
- 1999 ملكة الجمال فيدا بو راف - مسابقة ملكة جمال أيرلندا البديلة الخامسة
- 2000 ملكة الجمال شيفان برودواي (بالإنجليزية: Siobhan Broadway)‏ - مسابقة ملكة جمال أيرلندا البديلة السادسة[16]
- 2001 ملكة الجمال تينا ليغس تانتروم (بالإنجليزية: Tina Leggs Tantrum)‏ - مسابقة ملكة جمال أيرلندا البديلة السابعة
- 2002 ملكة الجمال سيد فيسكوس (بالإنجليزية: Sid Viscous)‏ - مسابقة ملكة جمال أيرلندا البديلة الثامنة
- 2003 ملكة الجمال آلتر إيغو (بالإنجليزية: Alter Ego)‏ - مسابقة ملكة جمال أيرلندا البديلة التاسعة
- 2004 ملكة الجمال «تويرلي تشاسي» (بالإنجليزية: Twirly Chassy)‏ - مسابقة ملكة جمال أيرلندا البديلة العاشرة
- 2005 ملكة الجمال هايدي كونت (بالإنجليزية: Heidi Konnt)‏ - مسابقة ملكة جمال أيرلندا البديلة الحادي عشر

2006 ملكة الجمال فانتايم غوستافو (بالإنجليزية: Funtime Gustavo)‏ - مسابقة ملكة جمال أيرلندا البديلة الثانية عشر
- 2007 جوانا رايد (بالإنجليزية: Joanna Ryde)‏ - مسابقة ملكة جمال أيرلندا البديلة الثالثة عشر
- 2008 شيلا فيتز-باتريك (بالإنجليزية: Sheila Fits-Patrick)‏ - مسابقة ملكة جمال أيرلندا البديلة الرابعة عشر
- 2009 ملكة الجمال سمايلينغ كانكر (بالإنجليزية: Smilin 'Kanker)‏ - مسابقة ملكة جمال أيرلندا البديلة الخامسة عشر
- 2010 ملكة الجمال بيتش (بالإنجليزية: Peaches)‏ - مسابقة ملكة جمال أيرلندا البديلة السادسة عشر
- 2011 ملكة الجمال مانغينا جونز (بالإنجليزية: Mangina Jones)‏ - مسابقة ملكة جمال أيرلندا البديلة السابعة عشر
- 2012 ملكة الجمال ميني ميلانج - مسابقة ملكة جمال أيرلندا البديلة الثامنة عشر.[17]

## قائمة القضاة السابقين
- توينك
- فان موريسون
- آنا نولان
- لويس والش
- كاثرين لينتش
- توني والش
- ليندا مارتن
- مارك ألموند
- غيرت يونكرز
- براندان كورتني
- دوروثي كروس
- ماريا دويل كينيدي
- بريندا فريكر
- نيل مكافيرتي
- ميشيل روكا
- أغنيس بيرنيل
- أعضاء مجلس الشيوخ الأيرلندي ديفيد نوريس وإيفانا باتسيك
- ذي رابربانديتس
- بورجوا وموريس